# Stenoonops opisthornatus
Stenoonops opisthornatus là một loài nhện trong họ Oonopidae.
Loài này thuộc chi Stenoonops. Stenoonops opisthornatus được P. L. G. Benoit miêu tả năm 1979.